# Pheidole nuculiceps
Pheidole nuculiceps är en myrart som först beskrevs av Wheeler 1908.  Pheidole nuculiceps ingår i släktet Pheidole och familjen myror. Inga underarter finns listade i Catalogue of Life.

## Bildgalleri

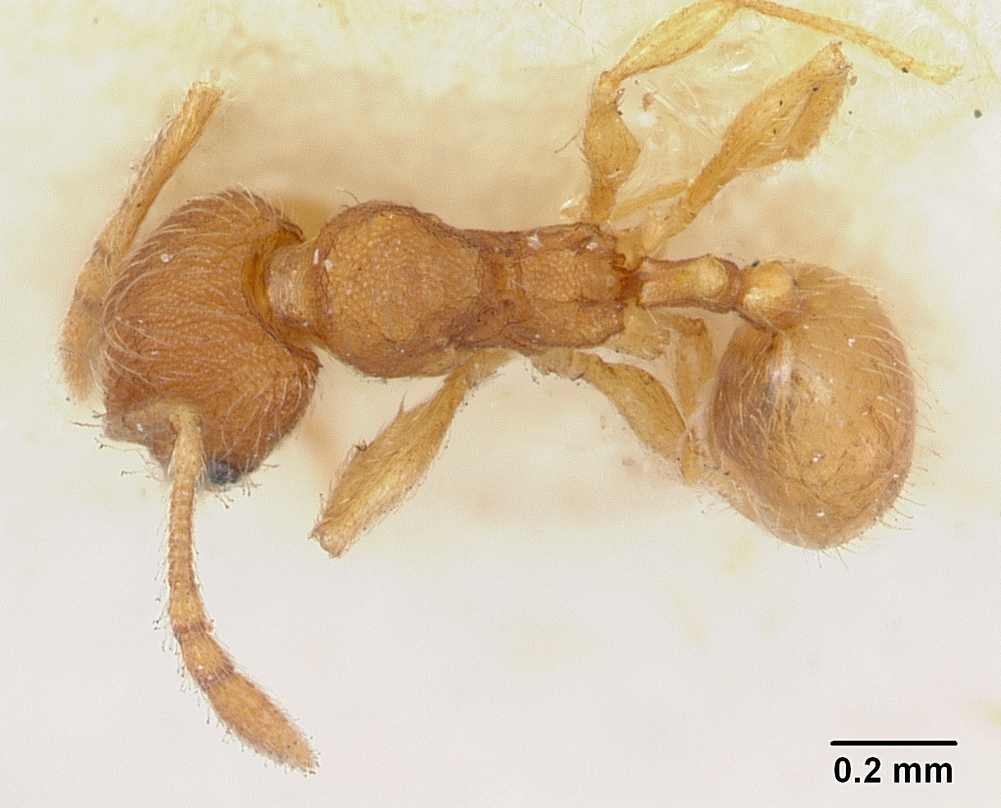
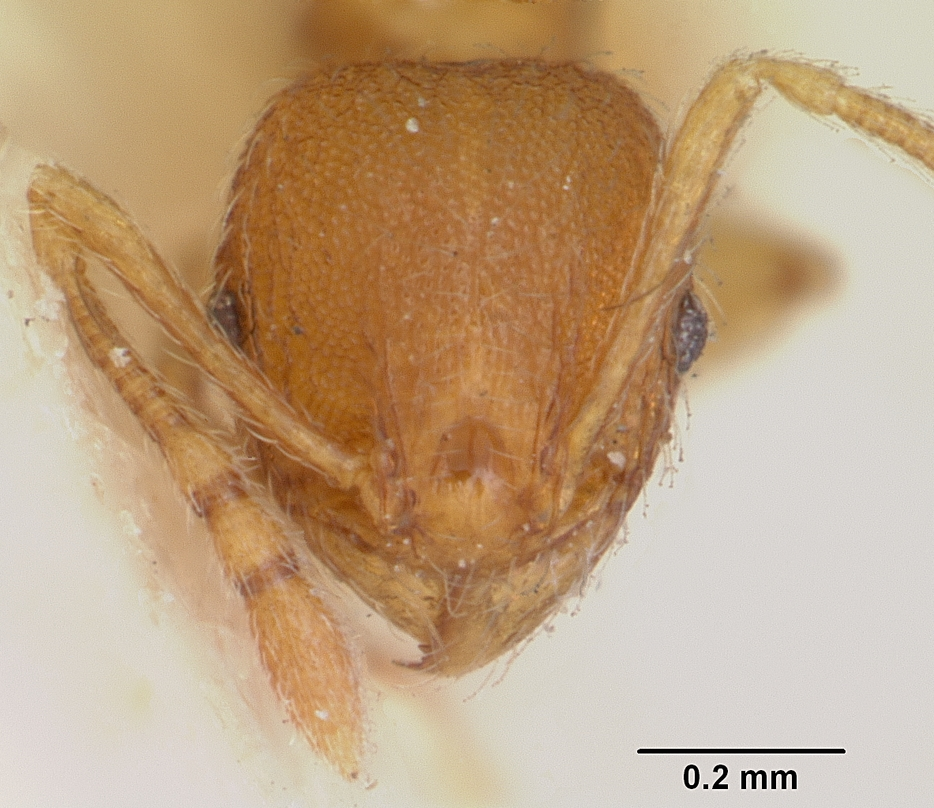
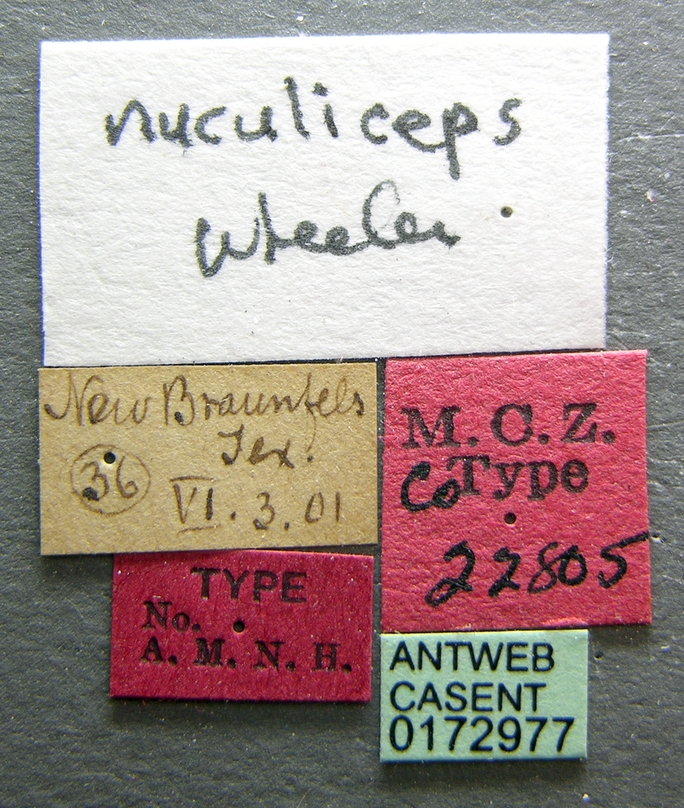
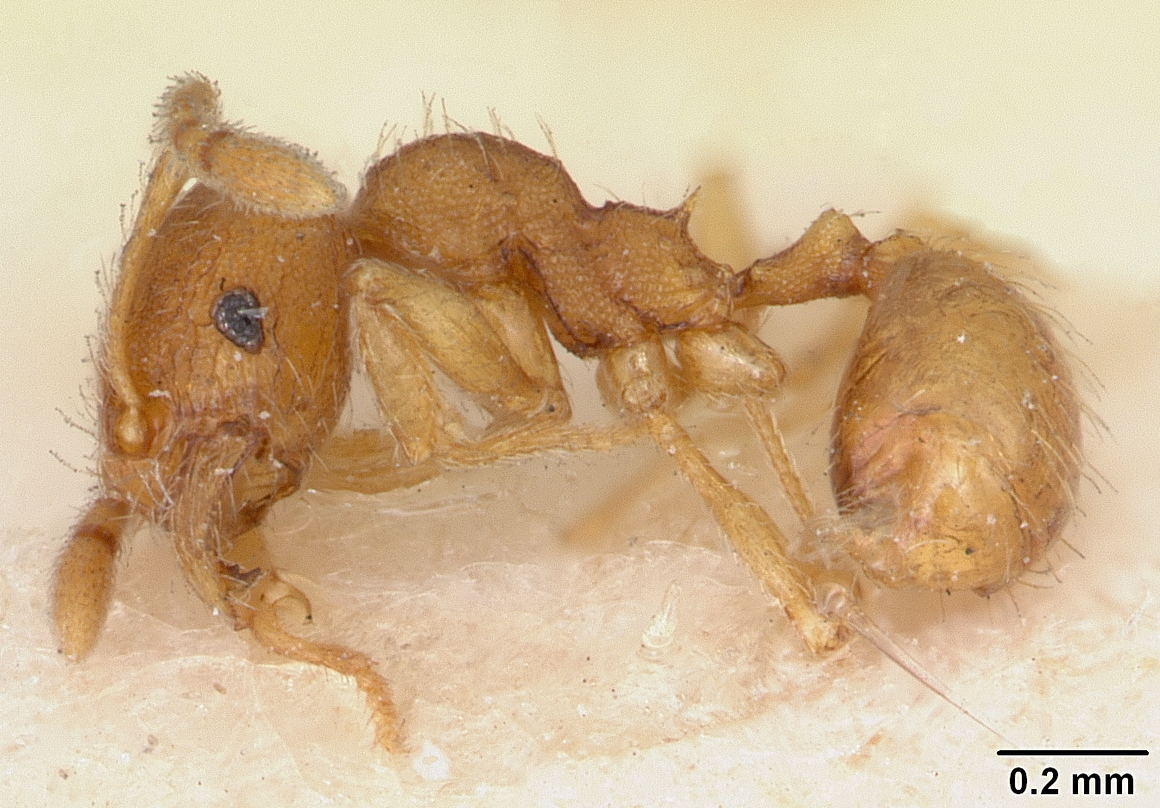